# Disco D

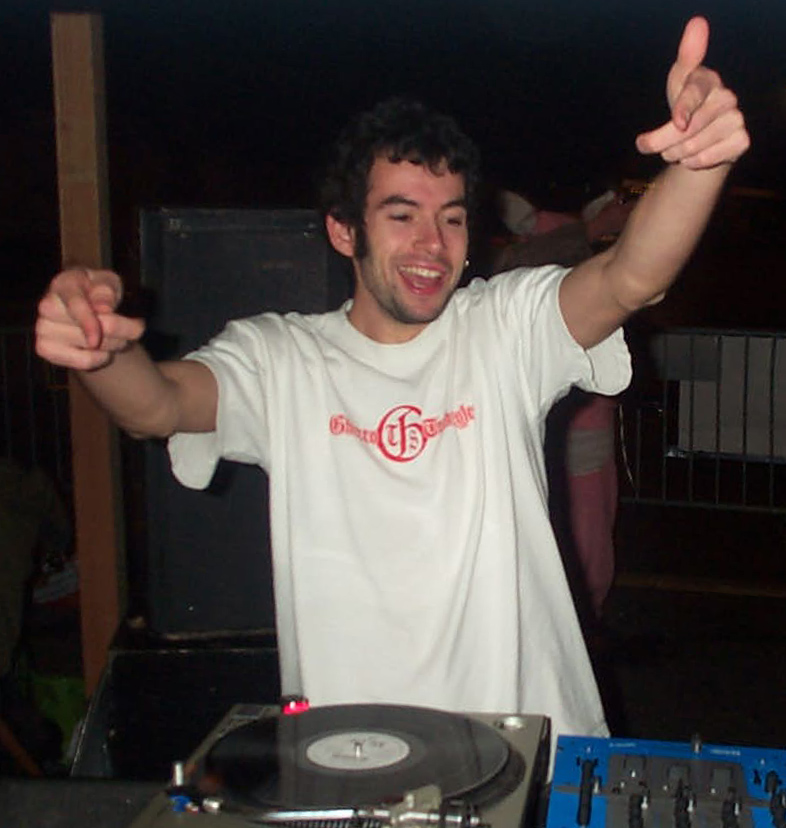
Disco D

David Aaron Shayman (* 21. September 1980 in St. Louis, Missouri; † 23. Januar 2007 in New York), besser bekannt als Disco D,  war ein US-amerikanischer Musikproduzent.
Disco D studierte in Ann Arbor, Michigan und kam so mit der Ghetto-Tech-Szene aus Detroit zusammen. Nach seinem Abschluss 2002 zog er nach New York. In Williamsburg im New Yorker Bezirk Brooklyn begann er mit Booty Bar Records ein Ghetto-Tech-Plattenlabel aufzubauen, zu dem auch ein Club gehörte. Im Sommer 2002 veröffentlichte er seine erste EP dort: Booty Bar Anthem EP mit Stücken wie You Need Another Drink oder Keys to the Whip.
Es gelang ihm, sich einen Namen als Produzent zu machen. So arbeitete er 2003 mit Princess Superstar und produzierte Remixe für 50 Cent, B. G., die Lords of Acid und Da Brat.
Seine erste Mix-CD erschien ebenfalls 2003. A Night at the Booty Bar war eine Anspielung auf Dimitri from Paris’ 2000er-Single A Night at the Playboy Mansion. Die Zusammenarbeit mit Princess Superstar bestand aus ironischen Lyrics, die über äußerst tanzbarem Ghetto Tech lagen.
Mit seiner damaligen Verlobten, dem brasilianischen Model und 1987er-Playboy-Covergirl Luciana Vendramini, lebte er bereits längere Zeit in Brasilien, wo er sich mit dem Rio Funk auseinandersetzte. Nach seiner Rückkehr begann er auch andere Musikstile in sein Repertoire aufzunehmen, in den letzten Jahren vor seinem Tod produzierte Disco D ebenfalls im Dancehall und im Baltimore-Club-Stil.
Er produzierte auch die Single Popozão von Kevin Federline. Für Award-Shows und Werbespots produzierte der US-Amerikaner ebenfalls Musik, ebenso wie er ab 2005 einer der ersten bereits etablierten Musiker war, die Musik ausschließlich für Handy-Klingeltöne produzierten. Disco D wurde zu Lebzeiten für einen Grammy nominiert.
Am Morgen des 23. Januar 2007 wurde Disco D in seinem Apartment tot aufgefunden. Er starb vermutlich durch Suizid. Nach eigener Aussage war Disco D schon seit Jahren manisch-depressiv und litt unter einer bipolaren affektiven Störung. Der Produzent wurde in Ann Arbor (Michigan) beigesetzt.

## Diskografie
- 2001: Straight Out Tha Trunk, GTI Recordings
- 2003: A Night at the Booty Bar, Tommy Boy Records